# Galianthe matogrossiana
Galianthe matogrossiana är en måreväxtart som beskrevs av Elsa Leonor Cabral. Galianthe matogrossiana ingår i släktet Galianthe och familjen måreväxter. Inga underarter finns listade i Catalogue of Life.